# Bruno Remaury
Bruno Remaury, né le 26 janvier 1961, est un écrivain français,.

## Biographie
Après des études à l’École des beaux-arts de Toulouse et un doctorat en anthropologie sociale à l’EHESS sous la direction de Yves Hersant,, il a été professeur à l’Institut français de la mode (IFM) où il a dirigé une collection de livres spécialisés,. Sa thèse, consacrée aux représentations culturelles du corps féminin, a obtenu en 1998 le Prix Le Monde de la recherche universitaire et a été publiée chez Grasset sous le titre Le beau sexe faible.
Il publie Le Monde horizontal en 2019 aux Éditions José Corti, livre qui figure la même année dans les sélections du Prix Médicis essai et du Prix Décembre et obtient la Mention spéciale du Prix Wepler,.  « Dans un récit entrelaçant faits réels et fiction, Bruno Remaury montre en trois dates historiques comment l’humanité a fini par niveler ses aspirations mystiques au profit d’un expansionnisme mortifère.»

## Publications
Romans
- Le Monde horizontal, Éditions José Corti, 2019 – Mention spéciale du Prix Wepler 2019
- Rien pour demain, Éditions José Corti, 2020[9]
- L'Ordre des choses, Éditions José Corti, 2021[10]
- Le Pays des jouets, Éditions José Corti, 2022
- Sur toute la surface de la Terre, Éditions José Corti, 2025

Essais
- Le beau sexe faible, Grasset, 2000, Collection « Partage du savoir »

Collectifs / directions d'ouvrages
- Dictionnaire de la mode au XXe siècle, Éditions du Regard, 1994
- avec Nathalie Bailleux, Modes & vêtements, Gallimard, coll. « Découvertes Gallimard / Art de vivre » (no 239), 1995, 144 p. (ISBN 978-2-07-053270-4 et 2-07-053270-4)